# Free Radio Rotterdam
Free Radio Rotterdam was een Nederlandse illegale radiozender die tot 1988 programma's uitzond op de FM-radio. Het radiostation van oprichters Hans Tieleman en Dick van der Zake, die aanvankelijk actief waren voor Radio Elco, werd in 1988 legaal door via Omroep Rotterdam twintig uur zendtijd te krijgen via het Rotterdamse kabelnet. In de zeven jaar waarin Free Radio Rotterdam illegaal uitzond werd het station 43 keer uit de lucht gehaald door de Radio Controle Dienst (RCD). In januari 1987 gebeurde dat zelfs twee keer in één week. Enkele dagen voordat de zender legaal ging opereren, werd er nog boete van 750 gulden opgelegd. De zender was populair en was zelfs te horen in Rotterdamse winkelcentra. Ook in het politiebureau IJsselmonde luisterde men naar de zender. Omdat de activiteiten tot 1988 illegaal waren, gebruikten presentatoren pseudoniemen als Dick van der Lee en Hans van der Meer, namen die willekeurig uit de telefoongids werden gekozen.
Het eerste lustrum van Free Radio Rotterdam werd gevierd op 16 augustus 1984. Hieraan werkte discotheek Alcazar in Puttershoek mee, evenals zanger Hans de Booij en de Nijmeegse band Buster Smiles.
Toen Free Radio Rotterdam in januari 1988 een legale status kreeg, werden de uitzendingen met ongeveer 25 vrijwilligers verzorgd vanuit een zelf opgebouwde studio in de kelder van Midtown, Goereesestraat 5a in Rotterdam. De Vereniging Free Radio Rotterdam telde destijds ongeveer 1100 leden.
In april 1989 had diskjockey Marc van Dale de primeur van het album Keeper of the Flame van de Golden Earring. Platenlabel CNR had dit voorbehouden aan het NOS-programma Driespoor van Jeanne Kooijmans, maar een roadie van de Golden Earring stelde een bandje ter beschikking.